# Polizeiruf 110: Verdammte Sehnsucht
Verdammte Sehnsucht ist ein deutscher Kriminalfilm von Bodo Fürneisen vom rbb aus dem Jahr 2008. Es ist die 295. Folge innerhalb der Filmreihe Polizeiruf 110 und der dreizehnte Fall für Hauptmeister Horst Krause und der neunte Fall für seine Partnerin Johanna Herz.

## Handlung
Der achtzehnjährige Felix Preyer wird tot in einem Waldstück aufgefunden. Kriminalassistentin Katrin Schubert stellt einen starken Alkoholgeruch fest und die spätere Obduktion ergibt eine massive Alkoholvergiftung als Todesursache. Preyer besuchte ein naheliegendes Elite-Internat und galt dort als höflich und wohlerzogen, sodass unmäßiger Alkoholkonsum nicht zu ihm passt. Gewisse Verletzungen lassen den Schluss zu, dass ihm etwas gegen seinen Willen eingeflößt worden ist.
Kommissarin Johanna Herz und Polizeihauptmeister Horst Krause ermitteln zunächst im Umfeld seiner Mitschüler im Gymnasium. Zimmergenosse Bastian Kröner schildert Preyer als etwas eigensinnig, der sich nichts vorschreiben ließ und das tat, was er wollte. Auch unter den Lehrern genoss er große Akzeptanz durch sein reifes Auftreten. Das alles spricht für die Kommissarin nicht für ein Selbstverschulden.
Um sich im Internat ungestört umhören zu können, begibt sich Krause „undercover“ als Aushilfe in die Internatsküche. Schon bald fallen ihm Clemens Auer und Viktor Schneider auf, die augenscheinlich jüngere Schüler unter Druck setzen. Krause befragt deshalb Bastian Kröner, der gerade erst von den beiden bedrängt wurde, doch er hüllt sich in Schweigen. Ansonsten hat der Fabrikantensohn Justus Gruneberg eine gewisse Sonderstellung, da sein Vater das Internat ständig mit kleinen Finanzspritzen unterstützt und dafür gewisse Vergünstigungen für seinen Sohn erwartet. Die Verstrickungen innerhalb der Schüler erscheinen der Kommissarin recht auffällig, doch findet sie keine stichhaltigen Hinweise, die einen Mord rechtfertigen würden.
Preyers Eltern machen auf Kommissarin Herz einen sehr reservierten Eindruck. Sie erklären, sie wollten ihrem Sohn durch das Internat den bestmöglichen Start für sein späteres Leben geben. Dementsprechend passt es nicht in ihren „Plan“, dass ihr Sohn mit der wesentlich älteren Küchenangestellten Margot Kollmar eine Beziehung hatte. Merkwürdigerweise ist die Frau mit dem Tag von Preyers Tod verschwunden. Wie sich herausstellt, hat Preyers Mutter dafür gesorgt, dass Kollmar entlassen wurde, um sie so von ihrem Sohn fernzuhalten. Herz kann sie ausfindig machen und trifft sie total betrunken an. Als sie nach Stunden in der Verfassung ist zu reden, erfährt die Kommissarin von ihr, dass sie sich nach einem Anruf mit Preyer in einer Waldhütte treffen sollte. Dort warteten allerdings Schüler aus dem Internat auf sie, die sie vergewaltigten und ihrem Freund Unmengen von Alkohol einflößten. Während Justus Gruneberg sich an Kollmar verging, haben Clemens Auer und Viktor Schneider Preyer festgehalten, damit Bastian Kröner ihn mit Alkohol abfüllen konnte. Nach Grunebergs Äußerung sollte alles nur ein Spaß sein, bei dem sie nicht ahnten, dass er so ausgehen würde, da das Opfer durch seine abstinente Lebensweise den plötzlichen Alkohol nicht vertrug und daran verstarb.

## Hintergrund
Die „ANTAEUS Film- und Fernsehproduktionsgesellschaft mbH“ produzierte den Film im Auftrag des rbb und drehte in Berlin-Dahlem, Kleinmachnow und Potsdam. Verdammte Sehnsucht wurde am 24. August 2008 im Ersten zur Hauptsendezeit erstmals ausgestrahlt.

## Kritik
Rainer Tittelbach von tittelbach.tv wertet anerkennend: „Durch das Eintauchen in den Mikrokosmos Internat haftet diesem Krimi von vornherein etwas Künstliches an. In einer solchen realitätsfernen Welt kann die am Ende etwas überkonstruierte Geschichte leichter hingenommen werden.“
Die Kritiker der Fernsehzeitschrift TV Spielfilm vergaben eine mittlere Wertung (Daumen zur Seite) und merkten an, dass kaum Spannung aufkommt. So sei Verdammte Sehnsucht „leider nur Klassendurchschnitt“.